# Bibliothèque historique
Die Bibliothèque historique (frz.: Historische Bibliothek) ist eine französische historische Buchreihe, die von 1924 bis Mitte der 1980er Jahre im Verlag Payot in Paris erschien. Zahlreiche renommierte Historiker, Kolonialbeamte und Fachgelehrte haben an ihr mitgewirkt. Auch einige Übersetzungen fanden in ihr Aufnahme. Die Reihe enthält einige Klassiker der Geschichtsschreibung, wie zum Beispiel L’Empire des steppes: Attila, Gengis-Khan, Tamerlan von René Grousset, Les Sociétés Secrètes des Hommes-Léopards en Afrique Noire von Paul-Ernest Joset oder La Découverte de l'Asie: Histoire de l'orientalisme en Europe et en Russie von W. W. Barthold. Eine parallel erscheinende Reihe ist die Bibliothèque scientifique (Wissenschaftliche Bibliothek) von Payot.

## Übersicht (Auswahl)

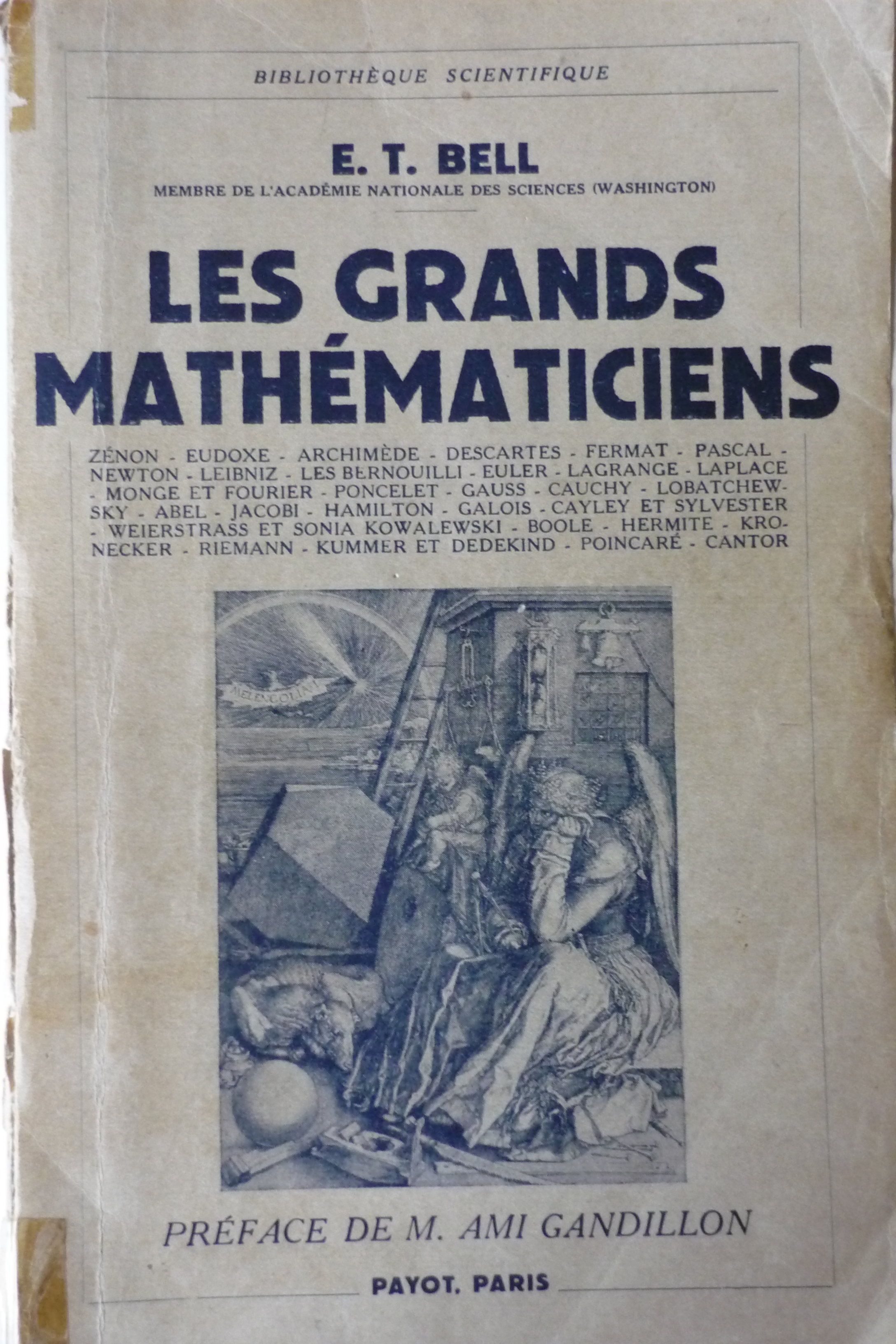
Band Les Grands Mathématiciens von Eric Temple Bell, 1939, in der Parallelreihe namens Bibliothèque scientifique von Payot

Die folgende Übersicht erhebt keinen Anspruch auf Aktualität oder Vollständigkeit. 
- Le compagnonnage en France. Bayard, Jean-Pierre. - Paris, 1986
- Voyage dans l'empire Mongol, 1253–1255. Rubruquis, Guilelmus de. - Paris : Payot, 1985
- Le druidisme : traditions et dieux des Celtes. Markale, Jean. - Paris : Payot, 1985
- L'épopée celtique en Bretagne. Markale, Jean. - Paris : Payot, 1985
- L' homosexualité dans la mythologie grecque. Sergent, Bernard. - Paris : Payot, 1984
- L'Allemagne médiévale / T. 2, Echec d'une nation (1273 - 1525). Cuvillier, Jean-Pierre. - 1984
- La politique et sa mémoire : le politique et l'historique dans la pensée des lumières. Benrekassa, Georges. - Paris : Payot, 1983
- Les cabinets de lecture : la lecture publique à Paris sous la Restauration. Parent-Lardeur, Françoise. - Paris : Payot, 1982
- Archéologie de l'épopée médiévale : Structures trifonctionelles et mythes indo-européens dans le cycle des Narbonnais. Grisward, Joël H.. - Paris : Payot, 1981
- Les nourrices à Paris au XIXe siècle. Faÿ-Sallois, Fanny. - Paris : Payot, 1980
- Le concentrique et l'excentrique : Marges des lumières. Benrekassa, Georges. - Paris : Payot, 1980 Digitalisat
- Les nourrices à Paris au XIXe siècle. Faÿ-Sallois, Fanny. - Paris : Payot, 1980
- L' Allemagne médiévale / [1], Naissance d'un état <VIIIe-XIIIe siècles>. Cuvillier, Jean-Pierre. - 1979
- L'Allemagne médiévale. Cuvillier, Jean-Pierre. - Paris : Payot, 1979-1984
- Le moyen âge. Volpe, Gioacchino. - Paris : Payot, 1977
- Mémoires d'une Européenne / 6, N.S., Tempête sur l'occident : 1945 - 1975. Weiss, Louise. - 3. éd. revue et corr. - 1976
- Mémoires d'une Européenne, La résurrection du chevalier: juin 1940 - Août 1944. Weiss, Louise. - 1974
- Mari, capitale fabuleuse. Parrot, André. - Paris : Payot, 1974
- Sade et ses masques. Lacombe, Roger G.. - Paris : Payot, 1974
- Le Messianisme congolais et ses incidences politiques. Sinda, Martial. - Paris : Payot, 1972
- Histoire du Parti Communiste ... / 2, Le Parti Communiste Chinois au pouvoir : <1er octobre 1949 - 1er mars 1972>.  Guillermaz, Jacques. - 1972
- Mémoires d'une Européenne, Le sacrifice du chevalier : 3. sept. 1939 - 9. juin 1940. Weiss, Louise. - 1971
- Croyances et rites dans la Rome antique. Bayet, Jean. - Paris : Payot, 1971
- La Chine et le tiers monde : (1949-1969). Richer, Philippe. - Paris : Payot, 1971
- Les classes sociales dans l'empire romain. Gagé, Jean. - [2. éd., nouvelle éd. revue]. - Paris : Payot, 1971
- Les Celtes et la civilisation celtique : mythe et histoire. Markale, Jean. - Paris : Payot, 1970
- Mémoires d'une Européenne / 3, 1934 - 1939. Weiss, Louise. - 1970
- Mémoires d'une Européenne / 2, 1919 - 1934. Weiss, Louise. - 2. éd. - 1970
- Mémoires d'une Européenne / 1, 1893 - 1919. Weiss, Louise. - 2. éd. - 1970
- Mémoires d'une Européenne. Weiss, Louise. - Paris : Payot, 1968-
- De Zalmoxis a Gengis-Khan : études comparatives sur les religions et le folklore de la Dacie et de l'Europe Orientale. Eliade, Mircea. - Paris : Payot, 1970
- Dionysos : histoire du culte de Bacchus; l'orgiasme dans l'antiquité et les temps modernes, origine du théatre en Grèce, Orphisme et mystique dionysiaque, évolution du Dionysisme après Alexandre. Jeanmaire, Henri. - Paris : Payot, 1970
- L'Amerique latine : la Doctrine Monroe et le panaméricanisme ; le conditionnement hist. du 3. monde latino-amér. Queille, Pierre. - Paris : Payot, 1969
- Le mouvement syndical de la Libération aux événements de mai - juin 1968. Lefranc, Georges. - Paris : Payot, 1969
- Les Celtes et la civilisation celtique mythe et histoire. Markale, Jean. - Paris : Payot, 1969
- Histoire du Parti Communiste ... / [1], (1921–1949). Guillermaz, Jacques. - 1968
- Histoire du Parti Communiste Chinois. Guillermaz, Jacques. - Paris : Payot, 1968–1972
- Les années d'apprentissage de Fiodor Dostoievski. Arban, Dominique. - Paris : Payot, 1968
- Le mouvement syndical sous la Troisième République. Lefranc, Georges. - Paris : Payot, 1967
- Les Amériques noires : les civilisations africaines dans le nouveau monde. Bastide, Roger. - Paris : Payot, 1967
- La religion romaine archaique : avec un appendice sur la religion des Étrusques. Dumézil, Georges. - Paris : Payot, 1966
- Le Romantisme allemand et l'état : résistance et collaboration dans l'Allemagne napoléonienne. Droz, Jacques. - Paris : Payot, 1966
- Les schismes dans l'Islam : introduction à une étude de la religion musulmane.  Laoust, Henri. - Paris : Payot, 1965 Digitalisat
- Les classes sociales dans l'Empire romain. Gagé, Jean. - Paris : Payot, 1964
- Dostoïevski, l'homme et l'oeuvre. Močulʹskij, Konstantin V.. - Paris : Payot, 1963
- La littérature russe au XIXe siècle. Braun, Maximilian. - Paris: Payot, 1963
- Le mouvement socialiste sous la Troisième République <1875–1940>. Lefranc, Georges. - Paris : Payot, 1963
- Histoire de l'Afrique. Cornevin, Robert. - Paris : Payot, 1962-
- Les Indo-Européens : problèmes archéologiques ; préface et traduction de Raymond Lantier. Bosch-Gimpera, P.. - Paris : Payot, 1961
- Aux sources de la Révolution russe : Netchaiev, du nihilisme au terrorisme. Cannac, René. - Paris : Payot, 1961
- Les Indo-Européens. Bosch-Gimpera, Pedro. - Paris : Payot, 1961
- La Méditerranée et le destin de l'Europe. Belot, Raymond de. - Paris : Payot, 1961
- La musique en France au XVIIIe siècle. Daval, Pierre. - Paris : Payot, 1961
- La guerre et ses mutations : des origines à 1792. Perré, Jean. - Paris : Payot, 1961
- L'Islam au proche Orient : Égypte, Arabie, Palestine, Syrie, Liban, Jordanie, Irâq. Roux, Jean-Paul. - Paris : Payot, 1960
- L' Europe centrale : évolution historique de l'idée de "Mitteleuropa". Droz, Jacques. - Paris : Payot, 1960
- L' Occident romain : Gaule, Espagne, Bretagne, Afrique du Nord ; (31 av. J. C. à 235 ap. J. C.). Harmand, Louis. - Paris : Payot, 1960
- L' Empire des steppes : Attila ; Gengis-Khan ; Tamerlan. Grousset, René. - 4. éd. - Paris : Payot, 1960
- Histoire de la Macédoine : jusqu'à l'avènement d'Alexandre le Grand ; (336 avant J.-C.). Cloché, Paul. - Paris : Payot, 1960
- Histoire de la race noire aux États-Unis du 17e siècle à nos jours. Schoell, Franck L.. - Paris : Payot, 1959
- Les écrits esséniens découverts près de la mer Morte. Paris : Payot, 1959
- Histoire de l'écriture : 135 figures dans le texte. Février, James G.. - Nouvelle éd. entierement refondue. - Paris : Payot, 1959
- Histoire de la Gaule romaine (120 avant J.-C. - 451 après J.-C.) : colonisation ou colonialisme? Hatt, Jean Jacques. - Paris : Payot, 1959
- La dislocation d'un empire : les premiers successeurs d'Alexandre le Grand ; (323-281/280 avant J.-C.). Cloché, Paul. - Paris : Payot, 1959
- Le Monde grec aux temps classiques <500–336 avant J.-C.>. Cloché, Paul. - Paris : Payot, 1958
- L'Homme antique et la structure du monde intérieur d'Homère à Socrate. Schaerer, René. - Paris : Payot, 1958
- Sybaris. Tabouis, Geneviève. - Paris : Payot, 1958
- Le monde grec aux temps classiques, 500–336 avant J.-C. Cloché, Paul. - Paris : Payot, 1958
- L' Islam en Asie : sa propagation ; les états Musulmans d'Asie ; la laïcisation ; la patrie Musulmane ; l'anticolonialisme ; la tentation du communisme ; l'Islam minoritaire. Roux, Jean-Paul. - Paris : Payot, 1958
- Le destin de l'Europe. Albert-Sorel, Jean. - Paris : Payot, 1958
- Autour de Robespierre. Mathiez, Albert. - Paris: Payot, 1957
- Bélisaire : généralissime Byzantin (504 - 565). Chassin, Lionel-Max. - Paris : Payot, 1957
- Histoire des Croisades. Rousset, Paul. - Paris : Payot, 1957
- Démosthènes et la fin de la démocratie athénienne. Cloché, Paul. - Paris : Payot, 1957
- Les Hyksos et le monde de la Bible : conquête de l'empire des pharaons par des nomades d'Asie, leurs origines eurasiatiques, leur culte du feu, du soleil et du cheval, l'Égypte et les Indo-Aryens, les Hyksos et les Sémites, la révolution d'Akhnaton, l'exode, du culte du feu sacré et du soleil au monothéisme mosaïque.Mayani, Zecharia. - Paris : Payot, 1956
- Histoire de l'Afrique : des origines à nos jours. Cornevin, Robert. - Paris : Payot, 1956
- Histoire de l'Afrique ... / 2, De la conquête Arabe à 1830. / Julien, Ch.-André. - 2. éd. - 1956
- Les indiens de l'Eldorado : etude historique et ethnographique des Muiscas de Colombie. Pérez de Barradas, José. - Paris : Payot, 1955
- Jésus et les origines du christianisme : la naissance du christianisme. Goguel, Maurice. - Nouvelle édition revue et augmentée. - Paris : Payot, 1955
- L'oracle de Delphes. Delcourt, Marie. - Paris : Payot, 1955
- Pèlerinages à travers les siècles : chrétiens, musulmans, bouddhistes, hindous, taoistes, shintoistes, histoire, coutumes, géographie, ethnologie, rites, etc. Roussel, Romain. - Paris : Payot, 1954
- Le Popol-Vuh : histoire culturelle des Maya-Quichés. Girard, Raphael. - Paris : Payot, 1954
- Socrate : sa vie et son temps. Tovar, Antonio. - Paris : Payot, 1954
- L'homme primitif américain : des origines préhistoriques à lảrrivée de lh̉omme blanc ; explorations dans lẢmerique du Nord dảutrefois. Hibben, Fran Cummings. - Paris : Payot, 1953
- Histoire de la Turquie : depuis les origines jusqu'à nos jours ; avec 5 cartes. Lamouche, Léon. - Nouv. éd. - Paris : Payot, [c1934]
- La religion dans la Grèce Antique des origines a Alexandre le Grand. Pettazzoni, Raffaele. - Paris : Payot, 1953
- Histoire de l'Afrique ... / 2, De la conquête Arabe à 1830. Julien, Ch.-André. - 2. éd. - 1952
- La Civilisation iranienne : (Perse, Afghanistan, Iran extérieur). Aymard, André. - Paris : Payot, 1952
- Monachisme et monastères russes. Rouët de Journel, Marie Joseph. - Paris : Payot, 1952
- Histoire de l'Empire normand et de sa civilisation. Andrieu-Guitrancourt, Pierre. - Paris : Payot, 1952.
- Le déluge babylonien. Contenau, Georges. - Nouv. éd. rev. et corr. - Paris : Payot, 1952
- L'empire des steppes : Attila, Gengis-Khan, Tamerlan. Grousset, René. - 4. éd., avec un appendice sur les derniers travaux à la date de 1951. - Paris : Payot, 1952
- Le passé de l'Afrique du Nord : les siècles obscurs. Gautier, Emile F. - Paris : Payot, 1952
- Histoire de l'Afrique ... / 1, Des origines a la conquête Arabe (647 ap. J.-C.). Julien, Ch.-André. - 2. éd. - 1951
- La civilisation d'Assur et de Babylone. Contenau, Georges. - Nouvelle ed. refondue. - Paris : Payot, 1951
- Histoire de l'Afrique du Nord : Tunisie - Algérie - Maroc ; des origines a la conquête arabe. Julien, Charles André. - 2.éd. revue et mise á jour par Christian Courtois. - Paris : Payot, 1951
- Calvin et Loyola : deux reformes. Favre-Dorsaz, André. - Paris : Ed. Univ., 1951
- Histoire de l'Afrique du nord : Tunisie - Algérie - Maroc. Julien, Ch.-André. - Paris : Payot, 1951-
- La Renaissance orientale : Préf. de Louis Renou. Schwab, Raymond. - Paris : Payot, 1950
- Sanskrit et culture : l'apport de l'Inde à la civilisation humaine. Renou, Louis. - Paris : Payot, 1950
- Les Mystères d'Éleusis. Magnien, Victor. - 3. erg. Aufl. - Paris : Payot, 1950
- Le Rythme des climats dans l'histoire de la terre et de l'humanité. LeDanois, Édouard. - Paris : Payot, 1950
- Jésus. Goguel, Maurice. - 2.éd. entièrement ref. - Paris : Payot, 1950
- Les grands mathématiciens : Zénon, Eudoxe, Archimède, Descartes, Fermat, Pascal, Newton, Leibniz, les Bernouilli, Euler, Lagrange, Laplace, Monge et Fourier, Poncelet, Gauss, Cauchy, Lobatchewsky, Abel, Jacobi, Hamilton, Galois, Cayley et Sylvester, Weierstrass et Sonia Kowalewski, Boole, Hermite, Kronecker, Riemann, Kummer et Dedekind, Poincaré, Cantor. Bell, Eric Temple. - Paris : Payot, 1950
- Le portrait dans l'antiquité d'après les monnaies. Babelon, Jean. - Nouvelle éd. rev. et compl. - Paris : Payot, 1950
- L' eglise Jaune : pays et populations: Thibet, Mongolie Histoire du lamaisme. Dalai-lamas. Khans Mongols. Covents et moines: Arts magiques. Les dieux. Rites et fêtes. Cosmologie, astrologie, médecine. Bleichsteiner, Robert. - Paris : Payot, 1950
- Histoire de la Littérature Hébraique et Juive depuis les Origines jusqu'à la ruine de l'état juif (135 après J.C.). Lods, Adolphe. - Paris : Payot, 1950
- Anthologie persane : (XIe-XIXe siècles) : épopée nationale, épopée romanesque, le débat poétique ... Massé, Henri. - Paris : Payot, 1950
- La civilisation phénicienne. Contenau, Georges. - Nouv. éd. refondue. - Paris : Payot, 1949
- Histoire de la littérature chinoise. Margouliès, Georges. - Paris : Payot, 1949
- L'empire latin de Constantinople et la principauté de Morée. Longnon, Jean. - Paris : Payot, 1949
- Histoire économique et sociale de la Russie du moyen âge au XXe siècle. Gille, Bertrand. - Paris : Payot, 1949
- L' empire du Levant : histoire de la question d'Orient. Grousset, René. - Nouvelle éd. revue. - Paris : Payot, 1949
- L'occident médiéval : la Belgique et l'Europe. Ligny, Humbert. - Bruxelles : Éd. universit., 1948
- Le problème des pyramides d'Égypte : traditions et légendes, exploration, description, théories, science et croyances des constructeurs / Lauer, Jean Philippe. - Paris : Payot, 1948
- Histoire de l'écriture : avec 135 fig. dans le texte et 16 pl. hors-texte. Février, James G.. - Paris : Payot, 1948
- La mythologie française. Les dits et récits de mythologie française. La chasse Arthur - Le prince Belin - Le vroy Gargantua - Histoires de Gargantua - La Gargouille et la Tarasque - Quelques contes de fées - La serpente Mélusine - Le premier cheval Bayard - Garous - Farfadets. Dontenville, Henri. - Paris : Payot, 1948
- Histoire de l'Asie antérieure de l'Inde et de la Crète depuis les origines jusqu'au début du second millénaire. Hrozný, Bedřich. - Paris : Payot, 1947
- Histoire de l'Arménie des origines à 1071. Grousset, René. - Paris : Payot, 1947
- Histoire de la pêche des âges de la pierre à nos jours : avec 107 ill. dans le texte et 34 photogr. hors-texte. Thomazi, Auguste A.. - Paris : Payot, 1947
- La découverte de l'Asie : histoire de l'orientalisme en Europe et en Russie. Bartolʹd, Vasilij Vladimirovič. - Paris : Payot, 1947
- La magie chez les Assyriens et les Babyloniens. Contenau, Georges. - Paris : Payot, 1947
- La philosophie au Moyen Âge : des origines patristiques a la fin du XIVe siècle. Gilson, Etienne. - 2. éd. revue et augm. - Paris : Payot, 1947
- Talleyrand / 3, 1815 - 1838. Lacour-Gayet, Georges. - 1947
- Talleyrand / 1, 1754 - 1799. Lacour-Gayet, Georges. - 1947
- La route des Indes et ses navires : avec 90 dessins de l'auteur. Poujade, Jean. - Paris : Payot, 1946
- Introduction a lh̕istoire de la Russie. Historiographie Russe hors de la Russie. Gapanovič, Ivan I.. - Paris: Payot, 1946
- Talleyrand / 2, 1799 - 1815. Lacour-Gayet, Georges. - 1946
- Talleyrand : 1754 - 1838. Lacour-Gayet, Georges. - Paris : Payot, 1946-
- Les Gaulois.  Grenier, Albert. - [2. éd.]. - Paris : Payot, 1945
- Tamerlan. Champdor, Albert. - Paris : Payot, 1942
- La question d'Orient dans l'antiquité. Waltz, Pierre. - Paris : Payot, 1942
- E. Briem. Les Sociétés secrètes des mystères [Mysteier och mysterieförbund. Franz.] Les mystères des peuples primitifs. Les mystères de l'Orient et de l'antiquité. Les mystères hellénistiques. Trad. par E. Guerre. Briem, Olof Efraim. - Paris : Payot, 1941
- Le déluge babylonien. Contenau, Georges. - Paris : Payot, 1941
- La divination chez les Assyriens et les Babyloniens. Contenau, Georges. - Paris : Payot, 1940
- Le Zoroastrisme : Religion de la vie bonne. Masani, Rustom Pestonji. - Paris : Payot, 1939
- Charles-Quint 1500–1558. Brandi, Karl. - Paris : Payot, 1939
- Chypre dans l'antiquité. Casson, Stanley. - Paris : Payot, 1939
- La révolte Druze et l'Insurrection de Damas. 1925-1926. Général Andrea. Payot, Paris 1937.
- Histoire de l'Iran antique. Cameron, George Glenn. - Paris : Payot, 1937
- La resurrection des villes mortes. Brion, Marcel. - Paris : Payot, 1937-
- Les invasions barbares et le peuplement de l'Europe : introduction à l'intellegence des derniers traités de paix. Lot, Ferdinand. - Paris : Payot, 1937-
- Le passé de l'Afrique du Nord : les siècles obscurs. Gautier, Emile F.. - Paris : Payot, 1937
- Byzance : empereurs et impératrices, l'acropole du monde, la grande Babylone, anges et eunuques, les bleus et les verts, les iconoclastes, les hérésies, grandeur et décadence. Sir, Galahad. - Paris, 1937
- La Vérité sur le massacre des Romanov. Kerenskij, Aleksandr F.. - Paris : Payot, 1936
- Mithra, Zoroastre et la préhistoire aryenne du christianisme. Autran, Charles. - Paris : Payot, 1935
- Auguste. 63 av. J.-C. - 14 ap. J.-C. Homo, Léon. - Paris : Payot, 1935.
- Goethe et l'art de vivre. Harcourt, Robert d'. - Paris : Payot, 1935
- Souvarov : 1730 - 1800. Jacoby, Jean. - Paris : Payot, 1935
- Talleyrand / 4, Mélanges. Lacour-Gayet, Georges. - 1934
- Madame de Staël et ses amis , 1766 - 1817. Wilson, Robert MacNair. - Paris : Payot, 1934
- La secte secrète des Thugs : le culte de l'assassinat aux Indes. Sleeman, James L.. - 1. tirage. - Paris : Payot, 1934
- Backhouse, E. - Bland, J.-O.-P.: Les empereurs Mandchous. Mémoires de la cour de Pékin. Préface de M. Henri Maspero. Traduction de L. M. Mitchell. Payot, Paris, 1934
- Histoire des flibustiers et des boucaniers. Sternbeck, Alfred. - Paris : Payot, 1931
- Histoire de l'Afrique du Nord : Tunisie - Algérie - Maroc. Julien, Charles André. - Paris : Payot, 1931
- Nabuchodonsor et le triomphe de Babylone. Tabouis, Geneviére Rapatel. - Paris, 1931
- La civilisation romaine. Homo, Léon. - Paris : Payot, 1930
- Quinze Ans d'histoire balkanique : <1904–1918>. Lamouche, Léon. - Paris : Payot, 1928
- Histoire de la Commune de 1871 d'apres des documents et des souvenirs inedits : La justice. Laronze, Georges. - Paris : Payot, 1928
- L' islamisation de l'Afrique du Nord : les siècles obscurs du Maghreb. Gautier, Emile F. Paris : Payot, 1927
- Autour de Danton. Mathiez, Albert. - Paris : Payot, 1926
- Histoire du peuple d'Israël depuis les origines jusqu'à l'an 70 après J.-C. Montet, Edouard Louis. - Paris, 1926
- Histoire de l'Europe centrale. Aulneau, Joseph. - Paris : Payot, 1926
- Autour de Robespierre. Mathiez, Albert. - Paris, 1926
- Autour de Mirabeau : documents inédits. Meunier, Dauphin. - Paris, 1926
- Autour de Robespierre. Mathiez, Albert. - Paris : Payot, 1925
- Essai sur l'histoire du parti feuillant. Michon, Georges. - Paris : Payot, 1924